# Municipio de Center (condado de Mills)
El municipio de Center (en inglés: Center Township) es un municipio ubicado en el condado de Mills en el estado estadounidense de Iowa. En el año 2010 tenía una población de 729 habitantes y una densidad poblacional de 8,71 personas por km².

## Geografía
El municipio de Center se encuentra ubicado en las coordenadas 41°1′24″N 95°39′42″O / 41.02333, -95.66167. Según la Oficina del Censo de los Estados Unidos, el municipio tiene una superficie total de 83.7 km², de la cual 83,67 km² corresponden a tierra firme y (0,04 %) 0,03 km² es agua.

## Demografía
Según el censo de 2010, había 729 personas residiendo en el municipio de Center. La densidad de población era de 8,71 hab./km². De los 729 habitantes, el municipio de Center estaba compuesto por el 96,57 % blancos, el 0,41 % eran afroamericanos, el 0,14 % eran amerindios, el 0,69 % eran asiáticos, el 0,55 % eran de otras razas y el 1,65 % eran de una mezcla de razas. Del total de la población el 3,84 % eran hispanos o latinos de cualquier raza.